# Льеж (аэропорт)
Льежский аэропорт (фр. L’Aéroport de Liège; англ. Liège Airport; (ИАТА: LGG, ИКАО: EBLG)) — международный аэропорт, расположенный в северо-западном пригороде Льежа, Бельгия.
Льежский аэропорт — один из крупнейших транспортных узлов Бельгии. Он занимает первое место в стране по грузообороту и третье — по пассажиропотку, после аэропортов Брюсселя и Шарлеруа.
Аэропорт был основан в 1990 году. Он специализируется в основном на грузовых перевозках. В 2004 году льежский аэропорт занял восьмое место по грузообороту среди аэропортов Европы. Тогда грузооборот аэропорта составил 383 837 тонн.
В Льеже находится хаб транспортной компании TNT Express.
Аэропорт популярен у чартерных компаний.

## Грузооборот
Льежский аэропорт входит в число лидеров по грузообороту среди европейских аэропортов.
Здесь находится мировой хаб транспортной компании TNT Express, а также европейские хабы перевозчиков CAL Cargo Air Lines, El Al Cargo и Ethiopian Cargo

## Пассажиропоток
В апреле 2005 года в эксплуатацию введён новый терминал, позволяющий принимать 1 млн пассажиров ежегодно.
Отсюда осуществляют свои рейсы авиакомпании : Jetairfly, Nouvelair Tunisie, TNT Airways, Tunisair, Sky Airlines, Pegasus Airlines, Free Bird Airlines, XL Airways France, Viking Airlines, AMC Aviation и IFly.